# Martine Beswick
Pour les articles homonymes, voir Beswick (homonymie).
Martine Beswick, née le 26 septembre 1941 à Port Antonio en Jamaïque, est une actrice jamaïcaine.

## Biographie
Après avoir débuté comme mannequin, elle se fait d'abord remarquer comme James Bond girl dans deux films de la série, où elle joue à chaque fois un personnage différent. Elle apparaît ensuite principalement dans des films de genre, dont le western spaghetti El Chuncho et le film d'horreur Dr Jekyll et Sister Hyde, où elle interprète le rôle de Hyde (qui, dans cette version, est une femme). 
Elle a par ailleurs été mariée à l'acteur John Richardson de 1967 à 1973.

## Filmographie

### Cinéma
- 1963 : Bons Baisers de Russie (From Russia with Love) de Terence Young : Zora
- 1964 : Papillons de nuit (Saturday Night Out) de Robert Hartford-Davis : The Girls - Barmaid
- 1965 : Opération Tonnerre (Thunderball) de Terence Young : Paula Caplan
- 1966 : Un million d'années avant J.C. (One Million Years B.C.) de Don Chaffey : Nupondi
- 1966 : El Chuncho (Quién sabe?) de Damiano Damiani : Adelita
- 1967 : Les Femmes préhistoriques (Prehistoric Women) de Michael Carreras : Kari
- 1967 : The Solarnauts (court-métrage) : Kandia
- 1967 : Johnny le bâtard (John il bastardo), d’Armando Crispino : Dona Antonia
- 1971 : Dr Jekyll et Sister Hyde (Dr Jekyll and Sister Hyde) de Roy Ward Baker : Siter Hyde
- 1973 : Dernier Tango à Zagarol (Ultimo tango a Zagarol) de Nando Cicero : Giovana
- 1974 : La Reine du mal (Seizure) de Oliver Stone : la reine des Ténèbres
- 1974 : Il bacio de Mario Lanfranchi : Nara
- 1987 : Nuits sanglantes (The Offspring) de Jeff Burr : Katherine White
- 1987 : Cyclone de Fred Olen Ray : Waters
- 1990 : Le Flic de Miami (Miami Blues) de George Armitage : Noira
- 1991 : Future Cop 2 (en) (Trancers II) de Charles Band : Nurse Trotter
- 1992 : Evil Spirits (en) de Gary Graver : Vanya
- 1992 : Life on the Edge d'Andrew Yates : Linda James
- 1993 : Wide Sargasso Sea de John Duigan : Aunt Cora
- 1995 : La Nuit de l'épouvantail (en) (Night of the Scarecrow) de Jeff Burr : Barbara
- 1995 : L'Île magique (Magic Island) de Sam Irvin : Lady Face
- 2014 : The Night Is Young de Joshua Kennedy : The Love Interest
- 2016 : Sinbad and the Pirate Princess de Mark Redfield : Reine Badra
- 2019 : House of the Gorgon de Joshua Kennedy : Euryale
- 2022 : Cowgirls vs. Pterodactyls de Joshua Kennedy : narratrice (voix)
- 2022 : Saturnalia: Cave-Girl from Outer Space de Joshua Kennedy : narratrice (voix)

### Télévision
- 1964 : HMS Paradise (en) (Série TV) :
- 1965 : Destination Danger (Danger Man) (Série TV) : Une fille
- 1965 : Love Story (Série TV) : Linda
- 1965 : Court Martial (Série TV) : Mara Baccia
- 1968-1969 : Opération vol (It Takes a Thief) (Série TV) : Christine Leland / Maria
- 1969 : Les Règles du jeu (The Name Of The Game) (Série TV) : Marie
- 1970 : Mannix (Série TV) : Eve Brady
- 1971 : Night Gallery (Série TV) : Susan Davis
- 1971 : Longstreet (Série TV) : Nikki Bell
- 1975 : The Wide World of Mystery (Série TV) : Linda
- 1975 : Crime Club (Téléfilm) : Dr Sonia Schroeder
- 1975 : Strange New World (Téléfilm) : Tana
- 1975 : Switch (Série TV) : Veronique
- 1975 : L'Homme qui valait trois milliards (saison 2 épisode 21) : Julia Flood
- 1976 : Los Angeles, années 30 (City Of Angels) (Série TV) : Hannah Bach
- 1979 et 1984 : L'Île fantastique (Fantasy Island) (Série TV) : Monique / Giselle Corday
- 1981 : Quincy (Série TV) : Hannah Weiss
- 1982 : L'Homme qui tombe à pic (The Fall Guy) (Série TV) : Comtesse Vitt
- 1983 : Matthew Star (Série TV) : Katya
- 1984 : Des jours et des vies (Série TV) : Abigail Abernathy
- 1984 : Buffalo Bill (Série TV) : Une star de film brésilien
- 1985 : Santa Barbara (Série TV) : Courier
- 1985 : Espion modèle (Cover Up) (Série TV) : Melissa
- 1985 : Falcon Crest (Série TV) : Pamela Lynch
- 1987 : Shell Game (en) (Série TV) : Mme Susan Bonne
- 1987 : Mr. Gun (Série TV) : Lana
- 1990 : Equal Justice (en) (Série TV) : Reine Maria Romani